# Green Lantern
Pour les articles homonymes, voir Green Lantern (homonymie).
Ne doit pas être confondu avec Green Lantern (film).
Green Lantern (« La Lanterne verte ») est une bande dessinée américaine créée en 1940 et publiée par l'éditeur DC Comics.
Une adaptation cinématographique, réalisée par Martin Campbell, est sortie en 2011 avec Ryan Reynolds dans le rôle de Hal Jordan.

## Synopsis
De très anciens extraterrestres surpuissants ont créé et semé dans tous les univers des anneaux utilisant la « Force de Volonté », régénérés par la Lanterne Verte. Ces bagues sont destinées à des êtres sachant surpasser la peur.
Le nom de Green Lantern est porté par les héros de cette série mais aussi par des personnages secondaires. Tous ces personnages tirent leurs super-pouvoirs d'un anneau vert (que les héros rechargent grâce à une lanterne, d'où le nom) qui donne à son porteur le pouvoir de matérialiser tout ce qu'il souhaite (à l'exception du bois pour le premier Green Lantern de la Terre et de ce qui est de couleur jaune pour tous les autres) avec une espèce d'énergie verte, à condition d'avoir une force psychique suffisante.
Un Green Lantern, pour rejoindre le « corps » des Green Lantern, doit tout d'abord être choisi par l'anneau, puis prêter serment : 
" In brightest day, in blackest night, no evil shall escape my sight. Let those who worship evil's might, beware my power, Green Lantern's light ! "
ce qui donne une traduction approximative :   
" En plein jour ou dans la nuit noire, nul mal n’échappe à mon regard. Que tous ceux qui se font les adorateurs de la haine, craignent mon pouvoir, la lumière de Green Lantern ! "
La version française la plus répandue actuellement depuis le film est celle-ci : 
" En plein jour ou dans la nuit noire, nul mal n'échappe à mon regard. Que ceux qui devant le mal se prosternent, craignent la lumière des Green Lantern ! "
Celui de la version québécoise du film va comme suit :
" Dans le plus clair des jours, dans la plus noire des nuits, aucun mal ne détruira l'harmonie. Que ceux qui vénèrent les forces du mal, prennent garde à la puissance de ma lanterne fatale ! "
La Ligue de Justice d'Amérique compte généralement un Green Lantern dans ses rangs.

## Historique de la publication

### Le Green Lantern de l'âge d'or: Alan Scott
Originellement appelé The Green Lantern, le personnage apparaît dans une histoire de 8 pages publiées dans le numéro 16 de All-American Comics daté de juillet 1940 et publié par All-American Publications. Le héros est créé par Martin Nodell, qui en dessine les aventures mais les scénarios sont de Bill Finger. Après cet essai réussi, il gagne son propre comics puis est présent dans All-Star Comics au sein de la ligue de justice d'Amérique et dans Comics Cavalcade avec Flash et Wonder Woman. Après-guerre, les comics de super-héros perdent leur lectorat au profit des comics policier et des récits d'horreur. En mai 1949 est publié le trente-huitième et dernier numéro de son comics. En février 1951, All-Star Comics est abandonné à son tour et Green Lantern disparaît des comics.
Dans cette première incarnation, Alan Scott entre en possession d'une lanterne magique avec laquelle il forge un anneau vert. Grâce à celui-ci, il peut contrôler les objets métalliques. L'anneau doit être rechargé auprès de la lanterne toutes les vingt-quatre heures. Par la suite, les pouvoirs de l'anneau affectent tous les matériaux, sauf le bois. Dès lors, nombre des ennemis de Green Lantern utilisent le bois ou sont, tout ou en partie, de bois comme Solomon Grundy.
Il est censé avoir opéré à Gotham City dans les années 1940.
On le retrouve dans un nouveau volume, de 2012, earth 2 #2, où son homosexualité est révélée dès la deuxième page du comic book.
Parmi les scénaristes ayant travaillé sur Green Lantern, on retrouve de 1942 à 1946 l'écrivain Alfred Bester.

### Le Green Lantern de l'Âge d'Argent: Hal Jordan
En 1959, DC Comics, sous la direction de Julius Schwartz relance ses super-héros. Toutefois, ce sont de nouveaux personnages qui reprennent le flambeau. Ainsi, Green Lantern est cette fois-ci Hal Jordan, un pilote d'essai qui reçoit l'anneau d'Abin Sur, un extraterrestre mourant. Il apprend alors l'existence du Green Lantern Corps, une organisation de police interstellaire surveillée par les « Gardiens de l'Univers ». Le nouvel anneau est inopérant sur tout ce qui est jaune. Ce nouveau Green Lantern apparait en septembre 1959, dans le vingt-deuxième numéro de Showcase, une anthologie destinée à tester de nouveaux personnages avant de leur donner leur propre série.

### Les Green Lantern de l'Âge de Bronze

#### Guy Gardner
Guy Gardner est un personnage créé par John Broome & Gil Kane en mars 1968 dans Green Lantern (vol. 2) #59. Guy Gardner était de Baltimore.
À la fin des années 1960, Guy Gardner devient le second choix pour remplacer Abin Sur comme Green Lantern pour le secteur 2814. Il est le Green Lantern « de secours », à cause de la présence d'Hal Jordan sur Terre. Aussi, il a été un membre important de la Ligue de justice d'Amérique. Actuellement[Quand ?], Guy est le garde d'honneur numéro 1 du Green Lantern Corps.

#### John Stewart
Au début des années 1970, John Stewart était un architecte au chômage et vétéran de l'U.S. Marine Corps. Il a été sélectionné par les Gardiens pour remplacer Guy Gardner comme second Green Lantern de la Terre. Quand Hal Jordan a quitté la Corps pour une longue période, Stewart a servi de Green Lantern régulier durant cette période. Actuellement[Quand ?], il est en mission secrète sur une planète lointaine.

### Le Green Lantern de l'Âge Moderne: Kyle Rayner
Avant de recevoir son anneau, Kyle Rayner est un dessinateur otaku. Son anneau lui est remis par le dernier gardien de l'univers toujours vivant nommé « Ganthet ». Les raisons ayant poussé Ganthet à choisir Kyle comme propriétaire du dernier anneau de pouvoir demeurent secrètes durant un certain temps. Comme il possède le dernier anneau de pouvoir il sera surnommé le porteur du flambeau. Au départ, le nouveau héros a du mal à entrer dans son nouveau rôle de justicier, préférant se servir des pouvoirs que lui procure l'anneau pour donner vie à des personnages de manga. Il a connu, comme Jordan, un épisode de folie des grandeurs sous le nom divin d'« Ion ». En effet, après avoir utilisé la puissance de l'ensemble du Green Lantern Corps, il devient temporairement Ion. Kyle est responsable de la renaissance des gardiens, ainsi que du rallumage de la batterie du pouvoir central. En somme, il est responsable de la restauration des dommages causés par Hal possédé par Parallax à ce moment.
La série à l'époque de Rayner a connu des épisodes qui sont restés célèbres, notamment par l'existence d'un personnage secondaire qui est homosexuel, fait rare dans les bandes dessinées d'alors, dû à la surveillance des associations de consommateurs.

### Les Green Lanterns de DC Rebirth: Simon Baz et Jessica Cruz
Depuis 2016, dans la continuité de Renaissance DC et à la suite des événements liés à Flashpoint, l'organisation des Green Lantern a été modifiée de manière à apporter de la fraîcheur à l'univers DC Comics tout en conservant les personnages populaires déjà existants.
Hal Jordan est devenu le héros de la série Hal Jordan and the Green Lantern Corps. Cette série fait intervenir les personnages récurrents anciens Green Lantern de la Terre Guy Gardner, John Stewart et Kyle Rayner maintenant affectés sur Oa avec Hal Jordan. Ils y côtoient entre autres Kilowog, Soranik Natu et Tomar-Tu. Cette série s'intéresse aux aventures spatiales du Green Lantern Corps, entre autres dans relations avec le Sinestro Corps, mais aussi à son rôle de police interstellaire.
Les Green Lantern actuellement responsables de la protection du secteur 2814 (Terre) sont Simon Baz et Jessica Cruz. Simon Baz est un musulman injustement inculpé pour terrorisme et possède le don rare de la Vision d’Émeraude (don de précognition déclenché par un pic de volonté extrême). Jessica Cruz a hérité de l'anneau possédé par un fragment d'âme de Volthoom, porté par Power Ring (l'équivalent au Green Lantern du Syndicat du Crime de Terre 3) pendant l'événement Forever Evil. Ce dernier a ressenti en elle la grande instabilité mentale déclenchée lorsqu'elle a vu trois de ses amis être assassinés tandis qu'elle échappait de justesse au même sort. Les aventures de Simon Baz et Jessica Cruz sont principalement centrées sur la défense de la planète Terre, l'histoire du Premier Lantern Volthoom et du Gardien Rami. Ces personnages, en raison de leurs origines ethniques et caractéristiques psychologiques, portent généralement un message plus fort à propos des thématiques d'exclusion sociale.

## Versions alternatives et crossovers
Dans la mini-série Superman: Red Son de Mark Millar, l'anneau est trouvé par l'armée américaine. Il est ensuite donné à Lex Luthor pour contrer un Superman soviétique. Après avoir étudié l'anneau, Luthor crée une armée de Green Lanterns américains. Superman vainc cette armée grâce à sa vitesse supérieure à celle de la pensée.
Il existe un crossover Green Lantern versus Aliens, un Green Lantern/Silver Surfer, et bien sûr de multiples crossovers avec les personnages de DC Comics (JLA, Infinite Crisis, Blackest Night notamment).

## Pouvoirs
L'anneau des Green Lantern confère les mêmes pouvoirs à chacun de ses hôtes. Ces pouvoirs dépendent largement de la volonté du porteur :
- La capacité de voler et de respirer dans l'espace sans limites ;
- La capacité de comprendre et traduire toutes les langues sans effort ;
- La capacité de matérialiser par la seule force de sa volonté une pléthore d'objets, armes ou animaux constitués de "lumière matérialisée", appelés constructions. Ce pouvoir dépend de la volonté du Green Lantern et peut aussi bien grandir quand il fait preuve de courage que se tarir en cas de faiblesse.

## Personnages liés

### Liste des membres du Corps des Green Lantern
Le Corps des Green Lantern possède 7 200 soldats répartis sur 3600 secteurs. Le secteur 2814, celui où se trouve la Terre, est le seul à avoir 5 Green Lantern, les membres plus récents étant Jessica Cruz et Simon Baz, depuis 2013 et 2012 respectivement. Hal Jordan, John Stewart, Guy Gardner et Kyle Rayner sont les personnages les plus associés avec le groupe mais il existe beaucoup d'autres membres qui sont apparus dans l'univers DC Comics.

### Les neuf corps
Dans La Guerre du Corps de Sinestro, on voit qu'il existe un Corps d'agents pour chacune des sept couleurs traditionnelles de l'arc-en-ciel : rouge pour la haine/rage, orange pour la cupidité/avarice, jaune pour la peur, vert pour la volonté, bleu pour l'espoir, indigo pour la compassion, rose pour l'amour. Le huitième corps est le noir, pour l'absence de sentiment et la mort. Et le neuvième, le blanc qui représente la vie.
Le jaune est donc l'ennemi naturel du vert ; le rouge, celui du rose ; l'orange, celui du bleu ; le noir, celui du blanc. Seul l'indigo n'a aucun ennemi naturel (ce qui est assez normal).
Au centre du spectre émotionnel, les porteurs d'un anneau vert ont un contrôle total sur l'anneau. Au contraire, étant chacun à une extrémité du spectre émotionnel, les porteurs des anneaux violet, indigo, orange et rouge sont dominés par l'anneau.
Chaque corps a sa propre personnification, une planète d'origine et un ou plusieurs dirigeants :
- Le chef du corps de la rage (rouge) est Atrocitus de Ryutt, qui crée le corps des Red Lanterns sur la planète d'Ysmault (secteur 2814).
- Le chef du corps de l'avarice (orange) est Larfleeze, venant d'Okaara, dans le système Vega (secteur 2828).
- Le chef du corps de la peur (jaune) est Sinestro, originaire de Korugar, qui fonde le corps sur Qward (Secteur 1 de l'Univers d'Antimatière).
- Les chefs du corps de la volonté (vert) sont les Gardiens, originaires de Maltus, ayant basé le corps sur Oa (secteur 0).
- Le chef du corps de l'espoir (bleu) est le couple Ganthet et Sayd, venant d'Oa mais ayant installé leur corps sur Odym (secteur 2628).
- Le chef du corps de la compassion (indigo) est Indigo1 (ou Iroque), venant d'une planète inconnue. La source de l'énergie Indigo vient du sous-sol de la planète Nok (secteur 2814).
- Le chef du corps de l'amour (violet) est Carol Ferris, venant de la Terre mais représentant les Zamarones, originaires de Malthus comme les Gardiens. Depuis la séparation des Malthusiens, elles sont basées sur Zamaron (secteur 1416).
- Le chef du corps de la vie (blanc) est l'Entité, étant sur Terre depuis toujours (secteur 2814).
- Le chef du corps de la mort (noir) est Black Hand, un super-vilain, il en est également le seul représentant encore actif (secteur 666).

Chaque corps représente un "spectre émotionnel" dont chacun possède sa propre "entité" :
- L'entité de la rage est le Boucher ;
- L'entité de l'avarice est Ophidian ;
- L'entité de la peur est Parallax ;
- L'entité de la volonté est Ion ;
- L'entité de l'espoir est Adara ;
- L'entité de la compassion est Prosélyte ;
- L'entité de l'amour est le Prédateur ;
- L'entité de la vie est l'Entité : le corps des White Lanterns n'existant pas, l'Entité est à la fois le représentant de toutes les couleurs du spectre émotionnel résultants de la guerre entre ténèbres et lumières à la création et créant ainsi les 7 couleurs du spectre émotionnel ;
- L'entité de la mort est Nekron.

### Les Premiers Lanterns
Lors des événements The Last Testament of the First Lantern et Out of Time de la série Green Lantern, on découvre l'origine et le destin des premiers représentants des Green Lantern. Sous la menace de Volthoom, le Gardien Rami décide de créer sept anneaux qu'il envoie dans l'univers à la recherche de porteurs dignes et capables de combattre la peur. Ces premiers Lanterns sont les suivants :

#### Alitha
Alitha est un membre des Anciens Dieux originaire de Galactica du Troisième Monde (Univers précédant le Quatrième Monde de Mister Miracle et Darkseid). Elle est choisie par l'anneau numéro 001 en réponse à sa détermination face à la guerre en cours dans le Troisième Monde. Elle est tuée par Volthoom lors de leur affrontement sur Maltus.

#### Brill
Brill est une intelligence artificielle originaire de la planète Grena, envoyé en mission d'exploration dans le cosmos par la Ruche (intelligence artificielle collective) dans le but de comprendre le mystère de leur création. Il est choisi par l'anneau numéro 007 lorsqu'il lutte contre la peur d'être seul dans l'univers et isolé à jamais de la Ruche. Il est détruit par Volthoom lors de leur affrontement sur Maltus.

#### Calleen
Calleen est un organisme élémentaire, une plante consciente et mobile originaire de la planète Alstair consumée par le feu. Elle reçoit l'anneau numéro 006 lorsqu'elle refuse d'abandonner face à l'extinction de masse subie d'Alstair. Elle est tuée par Volthoom lors de leur affrontement sur Maltus.

#### Jan-Al
Jan-Al, originaire de Krypton, est membre de la première mission de colonisation lancée par son peuple. Elle reçoit l'anneau numéro 005 après avoir fait preuve de courage face aux tempêtes subies par l'équipage. Ne sachant contrôler son anneau, elle mourra dans une explosion de volonté après avoir surchargé son anneau à 2000% de sa capacité nominale.

#### Kaja Dox
Kaja Dow est une scientifique originaire de Yod-Colu, dont l'activité de réparatrice de systèmes informatiques est perçue comme médiocre par son entourage. Elle recevra l'anneau 004 en réponse à la détermination et à sa volonté de choisir une vie modeste. Elle survivra à l'affrontement avec Volthoom et remplira son rôle de Green Lantern jusqu'à sa mort.

#### Tyran'r
Tyran'r est un homme-tigre, voleur et meurtrier, de la planète Tamaran. L'anneau numéro 003 le choisira après qu'il a été capturé par Mrak'r le Sorcier, Roi de Tamaran car il décide de résister jusqu'à la mort en se libérant de ses chaînes et en tuant Mrak'r. Il deviendra un Lantern intègre et juste après son affrontement avec Volthoom. Dix mille ans plus tard, il est le seul des sept premiers Lantern toujours en vie et est désormais le gardien de la Chambre des Ombres où sont conservés les corps des six premiers Lanterns décédés.

#### Z'Kran Z'Rann
Z'Kran Z'Rann est un Martien Blanc, seul rescapé d'une attaque sur son village par des vagabonds. Cet événement le poussera à devenir justicier et à traquer les meurtriers de son peuple. L'anneau numéro 002 vient à lui lorsqu'il complétera sa vengeance. Il est tué par Volthoom lors de leur affrontement sur Maltus.

### Ennemis
- Atrocitus
- Dr Polaris
- Evil Star
- Goldface
- Hector Hammond
- Krona
- Major Disaster
- Les Manhunters
- Parallax
- Shark
- Sinestro
- Sonar
- Solomon Grundy
- Star Sapphire
- Tatooed Man
- Universo (Vidar) père de Rond Vidar
- Volthoom, Premier Lantern

## Inspiration possible
Le Corps des Green Lanterns, créé en même temps que le personnage d'Hal Jordan, semble s'inspirer des Lensmen (en français Cycle du Fulgur) et de Skylark de l'auteur Edward Elmer Smith :
- Le regroupement de personnages de peuples extraterrestres différents ;
- Le port d'un objet donnant des pouvoirs ;
- La supervision par une race plus avancée et sage ;
- Les personnages d'Arisia et Eddore dans Green Lantern, en référence aux peuples des Arisiens et des Eddoriens dans Lensmen ;

- Gregory Helms, ancien catcheur de la WWE, s'est inspiré du personnage de Green Lantern pour définir une de ses storylines de fond (The Hurricane). Il est à noter la profonde ressemblance de physionomie des deux personnages ; de plus, Gregory Helms s'est fait tatouer le logo de Green Lantern.

L'éditeur Julius Schwartz et le premier auteur de Green Lantern de l'époque Hal Jordan, John Broome, ont tous les deux nié s'être inspirés des "Lensmen", et même d'avoir lu ces histoires[réf. nécessaire].

## Équipes artistiques
Sheldon Mayer, Howard Purcell, Julius Schwartz, Alex Toth, John Broome, Joe Giella, Gil Kane, Murphy Anderson, Gardner Fox, Steve Englehart, Joe Staton, Mark Farmer, Anthony Tollin, John Costanza, Len Wein, Paul Kupperberg, Dave Gibbons, Bruce Douglas Patterson, Dennis O'Neil, Neal Adams, Alex Saviuk, Dick Giordano, Mike Grell, Allen Passalaqua, Patrick Gleason, Prentis Rollins, Ron Marz, Darryl Banks, Romeo Tanghal, Gerard Jones, Phil Jimenez, Jim Shooter, Jim Lee, Geoff Johns, Renato Guedes…

## Récompenses
- Shazam Award d'Academy of Comic Book Arts
- GLAAD Media Award

### EnFrance
Arédit/Artima, Semic, Panini, Urban Comics
- Crisis on Infinite Earths
- Green Lantern (DC Heroes) et (DC Universe) (2011) Mensuels de Panini
- Geoff Johns présente Green Lantern (2012-présent), prévu en 8 tomes. Collection DC Signature Urban Comics
  - Geoff Johns Présente Green Lantern 1 (contient Green Lantern (vol 4) #1,#2,#3,#4,#5,#6) 176 pages (23 mars 2012)
  - Geoff Johns Présente Green Lantern 2 (contient Green Lantern (vol 4) #7,#8,#9,#10,#11,#12,#13) 176 pages (28 septembre 2012)
  - Geoff Johns Présente Green Lantern 3 (contient Green Lantern (vol 4) #14,#15,#16,#17,#18,#19,#20) 160 pages (15 mars 2013)
  - Geoff Johns Présente Green Lantern 4 (contient Sinestro Corps War #1, Green Lantern (vol 4) #21, #22, #23, Green Lantern Corps #14, #15) 192 pages (21 février 2014)
  - Geoff Johns Présente Green Lantern 5 (contient Sinestro Corps War #2, Sinestro Corps #1, Back-up Green Lantern (vol4) #20) 192 pages (25 avril 2014)
- Green Lantern (2012-présent) Librairie de la collection DC Renaissance reprenant les épisodes de la série Green Lantern (vol 5) parus dans Green Lantern Saga Urban Comics
  - Green Lantern 1 Sinestro (contient Green Lantern (vol 5) #1,#2,#3,#4,#5,#6) 160 pages (1er juin 2012)
  - Green Lantern 2 Renaissance (contient Green Lantern (vol 5) #7,#8,#9,#10,#11,#12 + Green Lantern Annual #1) 192 pages (10 mai 2013)
- Green Lantern Showcase (2012) Mensuel Urban Comics épisodes se situant avant ceux présent dans Green Lantern Saga et Green Lantern 1 Sinestro
  - Green Lantern Showcase 1 (contient Green Lantern (vol 4)#64,#65, Green Lantern Corps (vol 2)#58,#59 Green Lantern Emeral Warriors #8) 144 pages (30 mars 2012)
  - Green Lantern Showcase 2 (contient Green Lantern (vol 4)#66,#67, Green Lantern Corps (vol 2)#60, Green Lantern Emeral Warriors #9,#10) 120 pages pour (27 avril 2012)
- Green Lantern Saga (2012- 26 septembre 2014) 29 Mensuel Urban Comics
- Green Lantern Hors série (2012) Mensuel se situant avant Green Lantern Showcase
  - Green Lantern Hors série 1 (contient Green Lantern (vol 4) #57,#58,#59,#60,#61,#62) 144 pages (14 septembre 2012)

Green Lantern a été publié d'abord au début des années 1970 dans la collection Pop Magazine dans une revue au format proche des comics d'origine avant de poursuivre en petit format chez l'éditeur Arédit/Artima.
Semic a consacré un Special DC (le 24) au personnage et la série est publiée par Panini, dans la revue DC Universe.
En février 2007 sort en France Green Lanterns Corps
C'est Urban Comics qui s'occupe depuis 2012 de la licence DC Comics et par ailleurs Green Lantern.
Plusieurs albums sont parus en librairie : Geoff Johns présente Green Lantern provenant de la collection DC Signature reprenant le run/arc de l'auteur Geoff Johns, puis Green Lantern de la collection DC Renaissance reprenant les épisodes de la série Green Lantern publiés dans Green Lantern Saga
La première publication de Green Lantern en kiosque est Green Lantern Showcase en 2 volumes précédant le mensuel Green Lantern Saga.
Depuis juin 2012 la nouvelle série Green Lantern (vol 5) est publié dans le mensuel Green Lantern Saga ainsi que les séries Green Lantern Corps (vol 3) Green Lantern New Guardians et la série Red Lanterns par l'éditeur Urban Comics. Cependant, à la suite des probables mauvaises ventes, l'éditeur souhaite arrêter cette parution mensuel pour passer à une parution trimestrielle.

### Analyses
- William Irwin, Jane Dryden et Mark D. White (dir.), Green Lantern and Philosophy. No Evil Shall Escape this Book, Wiley, 2011.

## Autres médias

### Cinéma
- 2011 : Green Lantern, réalisé par Martin Campbell, avec dans le rôle principal Ryan Reynolds (Hal Jordan), mettant également en scène Mark Strong, Blake Lively, Peter Sarsgaard, Temuera Morrison.
- 2025 : Superman, réalisé par James Gunn, interprété par Nathan Fillion

### Séries animées
Hal Jordan a été le héros d'une partie des émissions de dessins animés Aquaman/Superman Hour et de la Ligue des Justiciers d'Amérique, et il a participé à des épisodes isolés dans les dessins animés de plusieurs héros de DC Comics.
- La Ligue des justiciers (Justice League puis Justice League Unlimited, 91 épisodes, Paul Dini, Bruce Timm, 2001-2006) avec Adam Baldwin (VF : Marc Alfos)
- Batman (The Batman, Duane Capizzi, Michael Goguen, 2004-2008) avec Dermot Mulroney (VF : Michel Vigné)
- Dans la série Duck Dodgers avec Daffy Duck, un problème de tri de lessive donne à Dodgers le costume de Hal Jordan et son anneau.
- Dans l'anime Justice League: The New Frontier (avec David Boreanaz) en 2008, on découvre comment Abin Sur passe l'anneau à Hal Jordan.
- Justice League: Crisis on Two Earths avec Nolan North
- On peut également citer les films animés Green Lantern : Le Complot (avec dans le rôle-titre Christopher Meloni en VO et Paul Borne en VF) et Green Lantern : Les Chevaliers de l'Émeraude (avec dans le rôle-titre Nathan Fillion en VO et Paul Borne en VF).
- Green Lantern, série télévisée en images de synthèse diffusée aux États-Unis à partir du 11 novembre 2011 avec Josh Keaton (VF : Pierre Tessier) de Sam Liu, James Krieg, Giancarlo Volpe & Bruce Timm.

Kyle Rayner apparaît dans un épisode de Superman: The Animated Series, dans lequel il est admis dans le Corps des Green Lanterns, puis il réapparaît brièvement des années après dans "La ligue des Justiciers".
- Superman, l'Ange de Metropolis (Superman, Alan Burnett, Paul Dini, Bruce Timm, 1996-2000) avec Michael P. Greco (VF : Mark Lesser)
- La Ligue des justiciers (Justice League puis Justice League Unlimited, Paul Dini, Bruce Timm, 2001-2006) avec Will Friedle (VF : Charles Germain)

John Stewart apparaît en tant que membre dans la série animée de la Ligue des Justiciers, même si Rayner est mentionné dans un épisode. L'anneau de Stewart dans cette série pose des problèmes avec ce qui a pu être expliqué dans les comics sur les capacités des anneaux.
- La Ligue des justiciers (Justice League puis Justice League Unlimited, Paul Dini, Bruce Timm, 2001-2006) avec Phil LaMarr (VF : Michel Vigné)
- Static Choc (Static Shock, Dwayne McDuffie, 2000-2004) avec Phil LaMarr (VF : Michel Vigné)
- La Ligue des Justiciers : Nouvelle Génération (Young Justice, Greg Weisman, Brandon Vietti, 2010-) avec Kevin Michael Richardson (VF : Jérôme Pauwels puis Marc Alfos puis Paul Borne)

Dans la série La Ligue des Justiciers : Nouvelle Génération, Hal Jordan et John Stewart sont membres de la Ligue de justice d'Amérique. Dans l'épisode L'Ordre du jour, ils s'opposent vivement et à l'unisson à l'intégration de Guy Gardner dans l'équipe. A noter qu'Alan Scott apparaît également en flashback.